# Ercoliano Bazoli
Ercoliano Andrea Agostino Bazoli (Brescia, 29 dicembre 1906 – 1996) è stato un politico e avvocato italiano, presidente della provincia di Brescia dal 1951 al 1970 e dell'Ateneo di Brescia dal 1973 al 1978.

## Biografia
Di Bazoli si sa molto poco. Nato a Brescia il 29 dicembre 1906, figlio di Luigi Bazoli e di Chiara Romei. Aveva un fratello maggiore, Stefano, che fu deputato alla Camera dal 1948 al 1953. Dal 1951 al 1970 è stato presidente della provincia di Brescia. Ha anche collaborato con l'Ateneo di Brescia: è stato presidente dell'Ateneo dal 1973 al 1978. Ha inoltre scritto un libro, Penna, amore e fantasia, pubblicato dall'Ateneo nel 1986. È morto nel 1996, a 90 anni.

## Opere
- Ercoliano Bazoli, Penna, amore e fantasia, Brescia, Ateneo di Brescia, 1986.